# Ronan Vibert
Ronan Vibert (ur. 23 lutego 1964 w Cambridge, zm. 22 grudnia 2022) – brytyjski aktor.

## Życiorys
Urodził się w Cambridge w Cambridgeshire jako syn pary artystów – Dilys z domu Jackson i Davida Viberta. W latach 1983–1986 kształcił się w szkole aktorskiej Royal Academy of Dramatic Art.
Karierę aktorską rozpoczął w drugiej połowie lat 80. Od tego czasu zaczął regularnie występować w produkcjach telewizyjnych i kinowych, grając m.in. w Cieniu wampira, Lara Croft Tomb Raider: Kolebka życia, Tristanie i Izoldzie, Ratując pana Banksa. Wcielał się także w postacie wzorowane na osobach historycznych, takie jak Maximilien de Robespierre w The Scarlet Pimpernel, Lepidus w Rzymie, Andrzej Bogucki w Pianiście, Giovanni Sforza w Rodzinie Borgiów.
Był żonaty z Jess Vibert. Zmarł 22 grudnia 2022 w szpitalu na Florydzie po krótkiej chorobie.

## Filmografia

### Filmy
- 1987: On the Black Hill
- 1998: Tale of the Mummy
- 2000: Cień wampira
- 2001: The Cat's Meow
- 2002: Księżniczka na ziarnku grochu (głos)
- 2002: Pianista
- 2003: Lara Croft Tomb Raider: Kolebka życia
- 2004: Gladiatress
- 2006: Tristan i Izolda
- 2009: Lewis
- 2010: The Last Seven
- 2011: The Man Who Crossed Hitler
- 2013: Ratując pana Banksa
- 2014: Dracula Untold

### Seriale TV
- 1989: Traffik
- 1990: Birds of a Feather
- 1991: Van der Valk
- 1992: Jeeves and Wooster
- 1995: Cadfael
- 1995: The Buccaneers
- 1996: Opowieści z krypty
- 1999: Daj, daj, daj
- 1999: Highlander: The Raven
- 1999: The Scarlet Pimpernel
- 2000: The Mrs Bradley Mysteries
- 2003: Inspektor Eddie
- 2004: London
- 2005: Budząc zmarłych
- 2005: Klątwa upadłych aniołów
- 2006: Komandosi
- 2006: Morderstwa w Midsomer
- 2007: Rzym
- 2008: Przygody Sary Jane
- 2009: The Bill
- 2011: Rodzina Borgiów
- 2012: Hatfields & McCoys
- 2013: Nowe triki
- 2015: Dom grozy
- 2018: Alienista
- 2019: Carnival Row